# مایکوباکتریوم
مایکوباکتریوم (به لاتین: Mycobacterium)، جنسی از شاخه اکتینوباکتریاسه است که در خانواده خود به نام مایکوباکتریاسه قرار می‌گیرد. جنس مایکوباکتریوم شامل بیماری زاهای مهمی مانند مایکوباکتریوم توبرکلوزیس (عامل بیماری سل) و مایکوباکتریوم لپره (عامل بیماری جذام) است. پیشوند یونانی myco به معنای قارچ است به این دلیل که باکتری همانند قارچ در سطح محیط کشت مایع رشد می‌کند.

## ویژگی‌های میکروب شناسی
مایکوباکتریوم، باکتری‌هایی هوازی، غیر متحرک (غیر از مایکوباکتریوم مارینوم که در داخل ماکروفاژها متحرک است) و اسید فاست هستند. آن‌ها کپسول یا اندوسپور تولید نمی‌کنند. با این وجود، مقاله جدیدی در مجله علمی PNAS، اسپورزایی را در مایکوباکتریوم مارینوم و شاید مایکوباکتریوم بوویس نشان می‌دهد اما سایر دانشمندان، این بحث را به چالش کشیده‌اند و با آن به مخالفت پرداخته‌اند. مایکوباکتریوم‌ها، باکتری‌هایی اسید فاست هستند. آن‌ها دیواره سلولی ضخیمی دارند. دیواره سلولی در مایکوباکتریوم، اب گریز (هیدروفوبیک)، مومی و غنی از اسیدهای مایکولیک است. دیواره سلولی دارای لایه مایکولات و یک لایه پپتیدوگلیکان است که توسط یک نوع پلی ساکارید ویژه به نام آرابینوگالاکتان در کنارهم قرار گرفته‌اند. دیواره سلولی موجب سرسخت بودن و مقاومت باکتری نسبت به شرایط محیطی است. مسیرهای بیوسنتزی اجزای دیواره سلولی، اهداف مناسبی برای داروهای جدید سل هستند.
بسیاری از گونه‌های مایکوباکتریوم بر روی محیط‌های کشت ساده (دارای اسیدهای آمینه و آمونیوم به عنوان منبع نیتروژن، گلیسرول به عنوان منبع کربن و نمک‌های معدنی) رشد می‌کنند. دمای رشد مناسب برای گونه‌های مختلف، متفاوت است و از ۲۰ تا بیش از ۵۰ درجه سانتی گراد بر اساس گونه، متفاوت است.
کشت برخی از گونه‌ها بسیار مشکل است (گونه‌های مشکل پسند) و برخی دیگر زمان تقسیم بسیار طولانی دارند مانند مایکوباکتریوم لپره (عامل بیماری جذام) که هربار تقسیم آن، ۲۰ روز طول می‌کشد. کافی است این مدت زمان را با زمان تقسیم E.coli در هر ۲۰ دقیقه مقایسه کنید! همچنین روش‌های دستکاری ژنتیکی در مایکوباکتریوم‌ها هنوز به اندازه سایر باکتری‌ها پیشرفت نکرده‌است.
مایکوباکتریوم‌ها را می‌توان بر اساس سرعت رشد تقسیم‌بندی کرد. آن‌هایی که در مدت ۷ روز، کلنی‌های قابل مشاهده با چشم غیرمسلح تولید می‌کنند، سریع الرشد نامیده می‌شوند و سایرین، کند رشد نامیده می‌شوند.

## پیگمان زایی (رنگدانه زایی)
بر اساس تولید پیگمان‌های کارتنوئیدی در حضور یا عدم حضور نور، مایکوباکتریوم‌ها را می‌توان طبقه‌بندی کرد:
- فتوکروموژن‌ها (گروه I): هنگامیکه در معرض نور رشد می‌کنند، کلنی‌های غیرپیگمانه ایجاد می‌نمایند مانند مایکوباکتریوم کانزاسی، مایکوباکتریوم مارینوم و مایکوباکتریوم سیمیه.
- اسکوتوکروموژن‌ها (گروه II): ایجاد کلنی‌های زرد و نارنجی (چه در حضور نور و چه در حالت تاریکی) می‌نمایند مانند مایکوباکتریوم اسکروفولاسئوم، مایکوباکتریوم گوردونه، مایکوباکتریوم گزنوپی (زنوپی) و مایکوباکتریوم سژولگای.
- غیر کروموژن‌ها (گروه III و IV): همواره بدون پیگمان هستند مانند مایکوباکتریوم توبرکلوزیس، مایکوباکتریوم بوویس و مایکوباکتریوم آویوم.

## ویژگی‌های رنگ آمیزی
مایکوباکتریوم‌ها، باکتری‌هایی اسید فاست هستند. برای رنگ آمیزی آن‌ها در نمونه‌های بافتی و میکروب‌شناسی از رنگ آمیزی زیل-نلسون(Ziehl-Neelsen) و رنگ آمیزی کینیون(Kinyoun) استفاده می‌شود.
مایکوباکتریوم‌ها از نظر فنوتیپی شبیه نوکاردیا، کورینه باکتریوم و رودوکوک هستند.

## ویژگی‌های اکولوژیکی
آن‌ها در همه جا از آب (اب آشامیدنی) گرفته تا منابع غذایی گسترده‌اند. برخی از آن‌ها مانند مایکوباکتریوم توبرکلوزیس (عامل سل) و مایکوباکتریوم لپره (عامل جذام)، انگل‌های اجباری هستند و به‌طور آزادزی یافت نمی‌شوند.

## بیماریزایی
مایکوباکتریوم‌ها می‌توانند میزبان را بدون هیچ نشانه‌ای آلوده سازند. به عنوان مثال، بیلیون‌ها نفر در جهان دارای عفونت بدون علامت مایکوباکتریوم توبرکلوزیس هستند.
عفونت سلی (یا آلودگی به میکروب سل) زمانی اتفاق می‌افتد که فرد باسیل سل را در بدنش حمل کند، اما تعداد باکتری‌ها کم بوده و در حالت خفته قرار داشته باشند. در این حالت این باکتری‌های خفته تحت کنترل سیستم دفاعی بوده و باعث بیماری نمی‌شوند.
عفونتهای مایکوباکتریومی به سختی درمان می‌شوند. دیواره سخت باکتری، علت این امر است. همچنین آن‌ها به‌طور طبیعی به برخی از آنتی‌بیوتیک‌های متوقف‌کننده بیوسنتز دیواره سلولی مانند پنی سیلین مقاوم هستند. دیواره سلولی ویژه آن‌ها موجب پایداری آن‌ها به مدت طولانی در برابر اسیدها، بازها، شوینده‌ها، آنتی‌بیوتیک‌ها، سیستم ایمنی بدن و غیره می‌شود. بیشتر مایکوباکتریوم‌ها به آنتی‌بیوتیک‌های کلاریترومایسین و ریفامایسین حساس هستند. پروتئین‌های سطحی و ترشحی مایکوباکتریوم‌ها مانند سایر باکتری‌ها، در بیماریزایی آن‌ها نقش دارند.

## تقسیم‌بندی پزشکی
مایکوباکتریوم‌ها بر اساس معیارهای پزشکی به چند گروه تقسیم می‌شوند: کمپلکس مایکوباکتریوم توبرکلوزیس که شامل مایکوباکتریوم توبرکلوزیس، مایکوباکتریوم بوویس، مایکوباکتریوم آفریکانوم، مایکوباکتریوم میکروتی و مایکوباکتریوم لپره‌است. مایکوباکتریوم‌های غیر سلی (به لاتین: Nontuberculous mycobacteria) یا به اصطلاح NTM که می‌توانند بیماری‌های ریوی شبیه سل، لنفادنیت، عفونت‌های پوستی یا منتشر ایجاد کنند.

## ژنوم
تعیین توالی مقایسه‌ای مایکوباکتریوم‌ها نشان دهنده پروتئین‌های منحصربه‌فرد و ویژه‌ای در گونه‌های مختلف مایکوباکتریوم است. همچنین ۱۴ پروتئین فقط در گونه‌های مایکوباکتریوم و نوکاردیا یافت شده‌اند که بیانگر ارتباط نزدیک دو جنس اخیر است.

## مایکوباکتریوفاژها
فاژهایی (ویروس) هستند که مایکوباکتریوم‌ها را آلوده می‌سازند. شاید در آینده از آن‌ها برای درمان سل (فاژ درمانی) استفاده شود.

## گونه‌ها
با استفاده از تست‌های فنوتیپی می‌توان گونه‌های مختلف مایکوباکتریوم را از هم متمایز ساخت. در تقسیم‌بندی قدیمی، از ویژگی‌های ظاهری و سرعت رشد برای طبقه‌بندی مایکوباکتریوم‌ها استفاده می‌شد. در طبقه‌بندی جدید از علم شاخه بندی و فیلوژنتیک برای طیقه بندی استفاده می‌شود. در زیر به برخی از گونه‌های مهم اشاره می‌کنیم:
کندرشدها
کمپلکس مایکوباکتریوم توبرکلوزیس
- مایکوباکتریوم توبرکلوزیس (M. tuberculosis)
- مایکوباکتریوم بوویس (M. bovis)
- مایکوباکتریوم آفریکانوم (M. africanum)
- مایکوباکتریوم میکروتی (M. microti)

کمپلکس مایکوباکتریوم آویوم
- مایکوباکتریوم آویوم زیر گونه آویوم (M. avium avium)
- مایکوباکتریوم آویوم زیر گونه پاراتوبرکلوزیس (M. avium paratuberculosis)
- مایکوباکتریوم آویوم زیر گونه سیلواتیکوم (M. avium silvaticum)
- مایکوباکتریوم آویوم زیرگونه هومینی سوئیس (M. avium "hominissuis)
- مایکوباکتریوم کلمبینس (M. colombiense)
- مایکوباکتریوم ایندیکوس پرانی (M. indicus pranii)

کلاد (زیست دسته) مایکوباکتریوم گوردونه
- مایکوباکتریوم گوردونه (M. gordonae)
- مایکوباکتریوم آسیاتیکوم (M. asiaticum)

کلاد (زیست دسته) مایکوباکتریوم کانزاسی
- مایکوباکتریوم کانزاسی (M. kansasii)
- مایکوباکتریوم گاستری (M. gastri)

کلاد (زیست دسته) مایکوباکتریوم نان کروموژنیکوم (غیرکروموژنیک)
- مایکوباکتریوم نان کروموژنیکوم (M. nonchromogenicum)
- مایکوباکتریوم تره (M. terrae)

مایکوباکتریوم‌های تولیدکننده مایکولاکتون
- مایکوباکتریوم اولسرانس (M. ulcerans)
- مایکوباکتریوم شوتسی (M. pseudoshottsii)

کلاد (زیست دسته) مایکوباکتریوم سیمیه
- مایکوباکتریوم سیمیه (M. simiae)
- مایکوباکتریوم جناونس (M. genavense)

گونه‌های غیرقابل طبقه‌بندی
- مایکوباکتریوم لپره (M. leprae)
- مایکوباکتریوم لپره موریوم (M. lepraemurium)
- مایکوباکتریوم لپروماتوزیس (M. lepromatosis)
- مایکوباکتریوم مارینوم (M. marinum)
- مایکوباکتریوم سزولگای (شژولگای) (M. szulgai)
- مایکوباکتریوم اسکروفولاسئوم (M. scrofulaceum)
- مایکوباکتریوم زنوپی (گزنوپی) (M. xenopi)

گونه‌های با رشد متوسط
- مایکوباکتریوم اینترمدیوم (M. intermedium)

سریع الرشدها
کلاد (زیست دسته) مایکوباکتریوم چلونه
- مایکوباکتریوم چلونه (M. chelonae)
- مایکوباکتریوم آبسسوس (M. abscessus)

کلاد (زیست دسته) مایکوباکتریوم فورتئیتوم
- مایکوباکتریوم فورتئیتوم (M. fortuitum)

کلاد (زیست دسته) مایکوباکتریوم پارافورتئیتوم
- مایکوباکتریوم پارافورتئیتوم (M. parafortuitum)

کلاد (زیست دسته) مایکوباکتریوم واکه
- مایکوباکتریوم واکه (M. vaccae)

گونه‌های غیرقابل طبقه‌بندی
- مایکوباکتریوم فلاوسنس (M. flavescens)
- مایکوباکتریوم فلئی (M. phlei)
- مایکوباکتریوم اسمگماتیس (M. smegmatis)